# Universidad de Richmond
La Universidad de Richmond (University of Richmond en idioma inglés) es una universidad privada ubicada en Richmond (Virginia), Estados Unidos de América.

## Historia
Se fundó en 1830 por bautistas para la formación de sus ministros, convirtiéndose en Richmond College diez años más tarde.  

## Centros docentes
Se compone de cinco escuelas:
- School of Arts and Sciences
- E. Claiborne Robins School of Business
- Jepson School of Leadership Studies
- School of Law
- School of Professional & Continuing Studies.

## Deportes
Richmond compite en la Atlantic 10 Conference de la División I de la NCAA.